# Gun Commando
Gun Commando est un jeu vidéo de tir à la première personne développé par Green Hill et édité par Ripstone, sorti en 2013 sur PlayStation Vita et iOS.

## Accueil
- Canard PC : 6/10[1]